# Jean Le Blond (écrivain)
Pour les articles homonymes, voir Jean Le Blond et Le Blond.
Jean Le Blond, seigneur de Branville, surnommé Espérant Mieux, né à La Barre-en-Ouche près d'Évreux au XVIe siècle, est un poète normand.

## Biographie
Branville écrivit contre Clément Marot, alors exilé à Ferrare, plusieurs épîtres inspirées par l’esprit d’intolérance de l’époque et remplies de vers extravagants, et publia un recueil de poésies intitulé le Printemps de l’humble Espérant, 1536, in-4°.
Jean Le Blond a traduit les ouvrages suivants :
- Faits et gestes mémorables de Valère le Grand, Paris, 1548; in-fol. ;
- Chroniques de Jean Carion, Paris, 1548 ;
- Description de l’île d’Utopie de Thomas Morus, Paris, 1550 ;
- Police humaine de François Patrice, touchant la République ; etc.

## Pour approfondir